# Xã của tỉnh Yvelines
Đây là danh sách 262 xã của tỉnh Yvelines ở Pháp.

(CAM) Communauté d'agglomération de Mantes en Yvelines, created in 2000.

(CAS) Communauté d'agglomération de Saint-Quentin-en-Yvelines, created in 2004.

| Mã INSEE | Mã bưu chính | Xã                         |
| -------- | ------------ | -------------------------- |
| 78003    | 78660        | Ablis                      |
| 78005    | 78260        | Achères                    |
| 78006    | 78113        | Adainville                 |
| 78007    | 78240        | Aigremont                  |
| 78009    | 78660        | Allainville                |
| 78010    | 78580        | Les Alluets-le-Roi         |
| 78013    | 78770        | Andelu                     |
| 78015    | 78570        | Andrésy                    |
| 78020    | 78790        | Arnouville-lès-Mantes      |
| 78029    | 78410        | Aubergenville              |
| 78030    | 78610        | Auffargis                  |
| 78031    | 78930        | Auffreville-Brasseuil      |
| 78033    | 78126        | Aulnay-sur-Mauldre         |
| 78034    | 78770        | Auteuil                    |
| 78036    | 78770        | Autouillet                 |
| 78043    | 78870        | Bailly                     |
| 78048    | 78550        | Bazainville                |
| 78049    | 78580        | Bazemont                   |
| 78050    | 78490        | Bazoches-sur-Guyonne       |
| 78053    | 78910        | Béhoust                    |
| 78057    | 78270        | Bennecourt                 |
| 78062    | 78650        | Beynes                     |
| 78068    | 78270        | Blaru                      |
| 78070    | 78930        | Boinville-en-Mantois       |
| 78071    | 78660        | Boinville-le-Gaillard      |
| 78072    | 78200        | Boinvilliers               |
| 78073    | 78390        | Bois-d'Arcy                |
| 78076    | 78910        | Boissets                   |
| 78077    | 78125        | La Boissière-École         |
| 78082    | 78200        | Boissy-Mauvoisin           |
| 78084    | 78490        | Boissy-sans-Avoir          |
| 78087    | 78830        | Bonnelles                  |
| 78089    | 78270        | Bonnières-sur-Seine        |
| 78090    | 78410        | Bouafle                    |
| 78092    | 78380        | Bougival                   |
| 78096    | 78113        | Bourdonné                  |
| 78104    | 78930        | Breuil-Bois-Robert         |
| 78107    | 78980        | Bréval                     |
| 78108    | 78610        | Les Bréviaires             |
| 78113    | 78440        | Brueil-en-Vexin            |
| 78117    | 78530        | Buc                        |
| 78118    | 78200        | Buchelay (CAM)             |
| 78120    | 78830        | Bullion                    |
| 78123    | 78955        | Carrières-sous-Poissy      |
| 78124    | 78420        | Carrières-sur-Seine        |
| 78125    | 78720        | La Celle-les-Bordes        |
| 78126    | 78170        | La Celle-Saint-Cloud       |
| 78128    | 78720        | Cernay-la-Ville            |
| 78133    | 78240        | Chambourcy                 |
| 78138    | 78570        | Chanteloup-les-Vignes      |
| 78140    | 78130        | Chapet                     |
| 78143    | 78117        | Châteaufort                |
| 78146    | 78400        | Chatou                     |
| 78147    | 78270        | Chaufour-lès-Bonnières     |
| 78152    | 78450        | Chavenay                   |
| 78158    | 78150        | Le Chesnay                 |
| 78160    | 78460        | Chevreuse                  |
| 78162    | 78460        | Choisel                    |
| 78163    | 78910        | Civry-la-Forêt             |
| 78164    | 78120        | Clairefontaine-en-Yvelines |
| 78165    | 78340        | Les Clayes-sous-Bois       |
| 78168    | 78310        | Coignières                 |
| 78171    | 78113        | Condé-sur-Vesgre           |
| 78172    | 78700        | Conflans-Sainte-Honorine   |
| 78185    | 78790        | Courgent                   |
| 78188    | 78270        | Cravent                    |
| 78189    | 78121        | Crespières                 |
| 78190    | 78290        | Croissy-sur-Seine          |
| 78192    | 78111        | Dammartin-en-Serve         |
| 78193    | 78720        | Dampierre-en-Yvelines      |
| 78194    | 78550        | Dannemarie                 |
| 78196    | 78810        | Davron                     |
| 78202    | 78440        | Drocourt                   |
| 78206    | 78920        | Ecquevilly                 |
| 78208    | 78990        | Élancourt (CAS)            |
| 78209    | 78125        | Émancé                     |
| 78217    | 78680        | Épône                      |
| 78220    | 78690        | Les Essarts-le-Roi         |
| 78224    | 78620        | L'Étang-la-Ville           |
| 78227    | 78740        | Évecquemont                |
| 78230    | 78410        | La Falaise                 |
| 78231    | 78200        | Favrieux                   |
| 78233    | 78810        | Feucherolles               |
| 78234    | 78200        | Flacourt                   |
| 78236    | 78910        | Flexanville                |
| 78237    | 78790        | Flins-Neuve-Église         |
| 78238    | 78410        | Flins-sur-Seine            |
| 78239    | 78520        | Follainville-Dennemont     |
| 78242    | 78330        | Fontenay-le-Fleury         |
| 78245    | 78200        | Fontenay-Mauvoisin         |
| 78246    | 78440        | Fontenay-Saint-Père        |
| 78251    | 78112        | Fourqueux                  |
| 78255    | 78840        | Freneuse                   |
| 78261    | 78250        | Gaillon-sur-Montcient      |
| 78262    | 78490        | Galluis                    |
| 78263    | 78950        | Gambais                    |
| 78264    | 78490        | Gambaiseuil                |
| 78265    | 78890        | Garancières                |
| 78267    | 78440        | Gargenville                |
| 78269    | 78125        | Gazeran                    |
| 78276    | 78270        | Gommecourt                 |
| 78278    | 78770        | Goupillières               |
| 78281    | 78930        | Goussonville               |
| 78283    | 78113        | Grandchamp                 |
| 78285    | 78550        | Gressey                    |
| 78289    | 78490        | Grosrouvre                 |
| 78290    | 78520        | Guernes                    |
| 78291    | 78930        | Guerville (CAM)            |
| 78296    | 78440        | Guitrancourt               |
| 78297    | 78280        | Guyancourt (CAS)           |
| 78299    | 78250        | Hardricourt                |
| 78300    | 78790        | Hargeville                 |
| 78302    | 78113        | La Hauteville              |
| 78305    | 78580        | Herbeville                 |
| 78307    | 78125        | Hermeray                   |
| 78310    | 78550        | Houdan                     |
| 78311    | 78800        | Houilles                   |
| 78314    | 78440        | Issou                      |
| 78317    | 78440        | Jambville                  |
| 78320    | 78270        | Jeufosse                   |
| 78321    | 78760        | Jouars-Pontchartrain       |
| 78322    | 78350        | Jouy-en-Josas              |
| 78324    | 78200        | Jouy-Mauvoisin             |
| 78325    | 78580        | Jumeauville                |
| 78327    | 78820        | Juziers                    |
| 78329    | 78440        | Lainville-en-Vexin         |
| 78334    | 78320        | Lévis-Saint-Nom            |
| 78335    | 78520        | Limay                      |
| 78337    | 78270        | Limetz-Villez              |
| 78343    | 78350        | Les Loges-en-Josas         |
| 78344    | 78270        | Lommoye                    |

| Mã INSEE | Mã bưu chính | Xã                           |
| -------- | ------------ | ---------------------------- |
| 78346    | 78980        | Longnes                      |
| 78349    | 78730        | Longvilliers                 |
| 78350    | 78430        | Louveciennes                 |
| 78354    | 78200        | Magnanville (CAM)            |
| 78356    | 78114        | Magny-les-Hameaux (CAS)      |
| 78358    | 78600        | Maisons-Laffitte             |
| 78361    | 78200        | Mantes-la-Jolie (CAM)        |
| 78362    | 78200        | Mantes-la-Ville (CAM)        |
| 78364    | 78770        | Marcq                        |
| 78366    | 78490        | Mareil-le-Guyon              |
| 78367    | 78750        | Mareil-Marly                 |
| 78368    | 78124        | Mareil-sur-Mauldre           |
| 78372    | 78160        | Marly-le-Roi                 |
| 78380    | 78580        | Maule                        |
| 78381    | 78550        | Maulette                     |
| 78382    | 78780        | Maurecourt                   |
| 78383    | 78310        | Maurepas                     |
| 78384    | 78670        | Médan                        |
| 78385    | 78200        | Ménerville                   |
| 78389    | 78490        | Méré                         |
| 78391    | 78270        | Méricourt                    |
| 78396    | 78600        | Le Mesnil-le-Roi             |
| 78397    | 78320        | Le Mesnil-Saint-Denis        |
| 78398    | 78490        | Les Mesnuls                  |
| 78401    | 78250        | Meulan                       |
| 78402    | 78970        | Mézières-sur-Seine           |
| 78403    | 78250        | Mézy-sur-Seine               |
| 78404    | 78940        | Millemont                    |
| 78406    | 78470        | Milon-la-Chapelle            |
| 78407    | 78125        | Mittainville                 |
| 78410    | 78840        | Moisson                      |
| 78413    | 78980        | Mondreville                  |
| 78415    | 78124        | Montainville                 |
| 78416    | 78440        | Montalet-le-Bois             |
| 78417    | 78790        | Montchauvet                  |
| 78418    | 78360        | Montesson                    |
| 78420    | 78490        | Montfort-l'Amaury            |
| 78423    | 78180        | Montigny-le-Bretonneux (CAS) |
| 78431    | 78630        | Morainvilliers               |
| 78437    | 78270        | Mousseaux-sur-Seine          |
| 78439    | 78790        | Mulcent                      |
| 78440    | 78130        | Les Mureaux                  |
| 78442    | 78640        | Neauphle-le-Château          |
| 78443    | 78640        | Neauphle-le-Vieux            |
| 78444    | 78980        | Neauphlette                  |
| 78451    | 78410        | Nézel                        |
| 78455    | 78590        | Noisy-le-Roi                 |
| 78460    | 78250        | Oinville-sur-Montcient       |
| 78464    | 78125        | Orcemont                     |
| 78465    | 78910        | Orgerus                      |
| 78466    | 78630        | Orgeval                      |
| 78470    | 78125        | Orphin                       |
| 78472    | 78660        | Orsonville                   |
| 78474    | 78910        | Orvilliers                   |
| 78475    | 78910        | Osmoy                        |
| 78478    | 78660        | Paray-Douaville              |
| 78481    | 78230        | Le Pecq                      |
| 78484    | 78200        | Perdreauville                |
| 78486    | 78610        | Le Perray-en-Yvelines        |
| 78490    | 78370        | Plaisir                      |
| 78497    | 78125        | Poigny-la-Forêt              |
| 78498    | 78300        | Poissy                       |
| 78499    | 78730        | Ponthévrard                  |
| 78501    | 78440        | Porcheville (CAM)            |
| 78502    | 78560        | Le Port-Marly                |
| 78503    | 78270        | Port-Villez                  |
| 78506    | 78660        | Prunay-en-Yvelines           |
| 78505    | 78910        | Prunay-le-Temple             |
| 78513    | 78940        | La Queue-lez-Yvelines        |
| 78516    | 78125        | Raizeux                      |
| 78517    | 78120        | Rambouillet                  |
| 78518    | 78590        | Rennemoulin                  |
| 78520    | 78550        | Richebourg                   |
| 78522    | 78730        | Rochefort-en-Yvelines        |
| 78524    | 78150        | Rocquencourt                 |
| 78528    | 78270        | Rolleboise (CAM)             |
| 78530    | 78790        | Rosay                        |
| 78531    | 78710        | Rosny-sur-Seine (CAM)        |
| 78536    | 78440        | Sailly                       |
| 78537    | 78730        | Saint-Arnoult-en-Yvelines    |
| 78545    | 78210        | Saint-Cyr-l'École            |
| 78569    | 78730        | Sainte-Mesme                 |
| 78548    | 78720        | Saint-Forget                 |
| 78550    | 78640        | Saint-Germain-de-la-Grange   |
| 78551    | 78100        | Saint-Germain-en-Laye        |
| 78557    | 78125        | Saint-Hilarion               |
| 78558    | 78980        | Saint-Illiers-la-Ville       |
| 78559    | 78980        | Saint-Illiers-le-Bois        |
| 78561    | 78470        | Saint-Lambert                |
| 78562    | 78610        | Saint-Léger-en-Yvelines      |
| 78564    | 78660        | Saint-Martin-de-Bréthencourt |
| 78565    | 78790        | Saint-Martin-des-Champs      |
| 78567    | 78520        | Saint-Martin-la-Garenne      |
| 78571    | 78860        | Saint-Nom-la-Bretèche        |
| 78575    | 78470        | Saint-Rémy-lès-Chevreuse     |
| 78576    | 78690        | Saint-Rémy-l'Honoré          |
| 78586    | 78500        | Sartrouville                 |
| 78588    | 78650        | Saulx-Marchais               |
| 78590    | 78720        | Senlisse                     |
| 78591    | 78790        | Septeuil                     |
| 78597    | 78200        | Soindres                     |
| 78601    | 78120        | Sonchamp                     |
| 78605    | 78910        | Tacoignières                 |
| 78606    | 78113        | Le Tartre-Gaudran            |
| 78608    | 78980        | Le Tertre-Saint-Denis        |
| 78609    | 78250        | Tessancourt-sur-Aubette      |
| 78615    | 78850        | Thiverval-Grignon            |
| 78616    | 78770        | Thoiry                       |
| 78618    | 78790        | Tilly                        |
| 78620    | 78117        | Toussus-le-Noble             |
| 78621    | 78190        | Trappes (CAS)                |
| 78623    | 78490        | Le Tremblay-sur-Mauldre      |
| 78624    | 78510        | Triel-sur-Seine              |
| 78638    | 78740        | Vaux-sur-Seine               |
| 78640    | 78140        | Vélizy-Villacoublay          |
| 78642    | 78480        | Verneuil-sur-Seine           |
| 78643    | 78540        | Vernouillet                  |
| 78644    | 78320        | La Verrière (CAS)            |
| 78646    | 78000        | Versailles                   |
| 78647    | 78930        | Vert                         |
| 78650    | 78110        | Le Vésinet                   |
| 78653    | 78490        | Vicq                         |
| 78655    | 78125        | Vieille-Église-en-Yvelines   |
| 78668    | 78270        | La Villeneuve-en-Chevrie     |
| 78672    | 78670        | Villennes-sur-Seine          |
| 78674    | 78450        | Villepreux                   |
| 78677    | 78930        | Villette                     |
| 78681    | 78770        | Villiers-le-Mahieu           |
| 78683    | 78640        | Villiers-Saint-Fréderic      |
| 78686    | 78220        | Viroflay                     |
| 78688    | 78960        | Voisins-le-Bretonneux (CAS)  |